# Bengt Söderström
Pour les articles homonymes, voir Söderström.
Bengt Söderström est un pilote automobile suédois originaire de Vigelsbo, dans le comté d'Uppland. Il commença sa carrière sur Saab 96 pour passer sur BMC Mini Cooper puis sur Ford Lotus Cortina avant d'entrer dans l'équipe officielle Volvo. Il y côtoyât  Tom Trana, Sylvia Österberg, Carl-Magnus Skogh sous la direction de Gunnar Andersson.

## Participations notables
- 1957 Épreuves locales sur VW;
  - 1961 Midnattssolsrallyt sur Saab (3e position);
- 1962 Vainqueur du Rallye de Suède Bengt Söderström/Bo Olsson, sur BMC Mini-Cooper;
  - 1963 Rallye des 1000 Lacs (Jyväskylän Suurajot)en Finlande, Bengt Söderström/Bo Ohlsson, sur Volvo (6e position);
  - 1963 Rallye du RAC Bengt Soderstrom/Bo Olsson Ford Cortina (abandon);
- 1964 Midnattssolsrallyt sur Ford Cortina;
- 1966 Rallye de l'Acropole sur Ford Lotus Cortina;
- 1966 Rallye du RAC sur Ford Lotus Cortina;
- 1967 Vainqueur du Rallye de Suède Bengt Söderström/Gunnar Palm sur Ford Lotus Cortina;
  - 1968 Rallye de Suède Bengt Söderström/Gunnar Palm, sur Ford Lotus Cortina (4e position);
  - 1968 Rallye Monte-Carlo Bengt Söderström/Gunnar Palm, sur Ford Lotus Cortina (11e position);
- 1968 Vainqueur du Österreichische Alpenfahrt (Rallye d'Autriche) Bengt Söderström/Gunnar Palm[1], sur Ford Escort Twin Cam, une des premières victoires de la Ford Escort en rallye;
  - 1968 Rallye de l'Acropole Bengt Söderström/Gunnar Palm, sur Ford Escort TC (4e position);
  - 1968 Rallye des 1000 Lacs (Jyväskylän Suurajot) en Finlande, Bengt Söderström/Gunnar Palm, sur Ford Escort TC (3e position);
  - 1968 Coupe des Alpes (abandon);
- 1968 et 1969 Participation officielle aux deux titres de Champion d'Europe des Marques pour Ford (avec Roger Clark, Ove Andersson, Hannu Mikkola et Gilbert Staepelaere), grâce à la Ford Escort TC (et à la Cortina-Lotus)[2];
  - 1971 Safari Rally, Bengt Soderstrom/Torsten Palm, Hella Team sur Volvo 142 (participation - 19e position).

## Remarque
- Précédant les débuts en rallye de ce pilote, un Bengt Söderström s'imposa en 1955 et 1956 dans le SCCA National Sports Car Championship à deux reprises en Production, sur Porsche 356, version Speeder F Production la première année, puis 1600 en F Production.